# متلازمة سرقة تحت الترقوة
متلازمة سرقة تحت الترقوة (إس إس إس)، تُدعى أيضًا داء سرقة تحت الترقوة الانسدادي التضيقي، عبارة عن مجموعة من العلامات والأعراض التي تنشأ من تدفق الدم الارتجاعي (العكسي) في الشريان الفقري أو الشريان الصدري الباطن بسبب التضيق الداني مع انسداد الشريان تحت الترقوة أو بدونه. يدعى انعكاس تدفق الدم هذا بـالسرقة تحت الترقوة أو ظاهرة السرقة تحت الترقوة، بغض النظر عن وجود العلامات والأعراض. قد يتروى الذراع من الدم المتدفق في الاتجاه الارتجاعي أسفل الشريان الفقري على حساب الدوران الفقري القاعدي. تعد هذه الحالة أكثر خطورة من القصور الفقري القاعدي النموذجي.

## العلامات والأعراض
- ما قبل الإغماء (إحساس المرء بوشك فقدان الوعي).
- الإغماء (فقدان الوعي).
- العجز العصبي.
- اختلاف ضغط الدم بين الذراعين.
- مشاكل شديدة في الذاكرة.
- تظهر مشاكل دوران في اليدين (قد تظهر على اليدين بقع لطخية حمراء وبيضاء)، وتترافق من السمات الأخرى الخاصة بالأمراض الوعائية (مثل قرحات القصور الوعائي في الأصابع).

## الأسباب
تتواجد العديد من العمليات التي يمكن أن تسبب انسداد الشريان تحت الترقوة قبل تفرع الشريان الفقري، ما يتيح المجال لحدوث متلازمة سرقة تحت الترقوة.
يعد التصلب العصيدي السبب الأكثر شيوعًا لهذه المتلازمة، إذ تعتبر كل عوامل الخطر الخاصة بالتصلب العصيدي عوامل خطر لمتلازمة سرقة تحت الترقوة أيضًا.
تزيد متلازمة مخرج الصدر (تي أو إس) من خطر حدوث متلازمة سرقة تحت الترقوة. لا تسبب متلازمة مخرج الصدر حدوث متلازمة سرقة تحت الترقوة بصورة مباشرة، لأن موقع انضغاط الشريان تحت الترقوة يقع أعلى الضلع الأول الذي يتوضع توضعًا قاصٍ بالنسبة للشريان الفقري. أُبلغ عن تسبب متلازمة مخرج الصدر في حدوث سكتة دماغية بناء على افتراض انتقال الخثرة نحو الشريان الفقري، وقد تفسر آلية مشابهة كيفية تسبب متلازمة مخرج الصدر في حدوث متلازمة سرقة تحت الترقوة. يعد وجود الضلع الرقبي عامل خطر مهم لمتلازمتي مخرج الصدر وسرقة تحت الترقوة.
يعد التهاب الشرايين تاكاياسو مرضًا يسبب التهاب الشرايين، بما فيها الشريان تحت الترقوة. يخلف الالتهاب وراءه نسيجًا ندبيًا سميكًا قد يتضيق ويعيق تدفق الدم.
قد تكون متلازمة سرقة تحت الترقوة من منشأ علاجي، أي تكون من مضاعفات العلاج الطبي أو تأثيراته الجانبية، ومن الأمثلة على ذلك حدوث التليف الانسدادي أو الخثار نتيجة إصلاح تضيق الأبهر. أحد الأمثلة الأخرى هي تحويلة بلالوك توسيغ لعلاج رباعية فالو. يتضمن الإجراء تقسيم الشريان تحت الترقوة وإعادة وصل القسم الداني مع الشرايين الرئوية، ما يجعل الشريان الفقري المروي الأساسي للشريان تحت الترقوة القاصي.
تسبب العديد من التشوهات الوعائية الخلقية متلازمة سرقة تحت الترقوة، تشمل الأمثلة تضيق الأبهر وانقطاع قوس الأبهر.

## الفيزيولوجيا المرضية
كلاسيكيًا، تعد متلازمة سرقة تحت الترقوة ناتجة عن فائض في الدوران الدماغي وتدفق الدم.
تحدث متلازمة سرقة تحت الترقوة حين يتحول السبيل منخفض المقاومة القصير (على طول الشريان تحت الترقوة) إلى سبيل عالي المقاومة (بسبب التضيق) ويتدفق الدم حول التضيق عبر الشرايين التي تغذي الدماغ (الشريان الفقري الأيمن والأيسر، والشريان السباتي الباطن الأيمن والأيسر). يعد تدفق الدم من الدماغ إلى الطرف العلوي مسروقًا في متلازمة سرقة تحت الترقوة، إذ إن تدفق الدم هذا لا يخص الدماغ. يعود ذلك إلى الأوعية الجانبية.
كما هو الحال في السرقة الفقرية تحت الترقوة، قد تحدث سرقة تاجية تحت الترقوة لدى المرضى الذين خضعوا لجراحة فتح مجرى جانبي للشريان التاجي باستخدام الشريان الصدري الغائر (آي تي أيه)، والذي يُعرف أيضًا باسم الشريان الثديي الغائر. نتيجة لهذا الإجراء، تُحول النهاية القاصية للشريان الصدري الغائر إلى أحد الشرايين التاجية (عادةً ما يكون الفرع الأمامي بين البطينين للشريان التاجي الأيسر)، ما يسهل تزويد القلب بالدم. عند ظهور ارتفاع مقاومة في الشريان تحت الترقوة الداني، قد يتدفق الدم للخلف بعيدًا عن القلب على طول الشريان الصدري الغائر، ما يسبب إقفار العضلة القلبية بسبب السرقة التاجية. قد تحدث السرقة الفقرية تحت الترقوة والتاجية تحت الترقوة معًا لدى المرضى الذين خضعوا لجراحة فتح مجرى جانبي للشريان التاجي باستخدام الشريان الصدري الغائر.

### ديناميكا الدم
يسير الدم في السبيل ذي المقاومة الأقل، حاله حال التيار الكهربائي. تتأثر المقاومة بطول الوعاء وسعته (أي أن الوعاء الطويل الضيق يتمتع بأعلى مقاومة في حين أن الوعاء القصير الواسع يكون الأقل مقاومة)، ولكن في الجسم البشري تعتبر السعة عمومًا مقيدة أكثر من الطول بسبب قانون بوازوي. بالتالي، إذا وصل الدم إلى سبيلين، أحدهما قصير وضيق (يتمتع بمقاومة كلية عالية) والآخر طويل وواسع (يتمتع بمقاومة كلية منخفضة)، سوف يتخذ السبيل الطويل والواسع (ذي المقاومة الأقل).

### التشريح الوعائي
تنشأ الأوعية الدموية المغذية للدماغ من الشرايين الفقرية والشرايين السباتية الباطنة وتتصل مع بعضها البعض عبر الأوعية الواصلة التي تشكل دائرة (تُدعى دائرة ويليس).

### تدفق الدم
في الحالة الطبيعية، يتدفق الدم من الأبهر إلى الشريان تحت الترقوة، ثم يغادر بعض الدم عبر الشريان الفقري ليغذي الدماغ.
في متلازمة سرقة تحت الترقوة تتدفق كمية أقل من الدم عبر الشريان تحت الترقوة الداني. نتيجة لذلك، ينتقل الدم عبر أحد الأوعية الدموية الأخرى إلى الدماغ (الوعاء الفقري الآخر أو السباتي)، ويصل إلى الشريان القاعدي أو يدور في الدائرة الشريانية الدماغية وينزل عبر الشريان الفقري (المقابل) إلى الشريان تحت الترقوة (ذي الانسداد الداني) ويزود الشريان تحت الترقوة القاصي بالدم (والذي يغذي الطرف العلوي والكتف).

## الاختبارات التشخيصية
- تخطيط الصدى الدوبلري.
- تصوير الأوعية الطبقي المبرمج.

### التشخيص التفريقي
- السكتة الدماغية.

## العلاج
- فتح مجرى جانبي تحت ترقوي سباتي.
- الدعامة أو رأب الوعاء بالبالون.
- استئصال باطنة الشريان.